# Janneke Schopman
Johanna ("Janneke") Dorothea Maria Schopman (Haarlem, 26 april 1977) is een Nederlands voormalig hockeyster en huidig hockeycoach. Ze speelde 212 interlands (32 doelpunten) voor de Nederlandse vrouwenhockeyploeg. Ze was bondscoach van de Verenigde Staten, India en sinds 2024 van Duitsland.

## Speelster
Schopman begon met hockeyen op jonge leeftijd bij het Rotterdamse Tempo '34 en ging van daaruit naar HC Rotterdam. Vanaf 2004 kwam ze als verdedigster uit voor Hockeyclub 's-Hertogenbosch. Daarnaast was zij trainer-coach bij de Bossche Meisjes A jeugd. Ze stopte met tophockey in september 2010, na het WK hockey in Argentinië.. Daar was ze aanvoerster van de ploeg die zilver won.
HC Den Bosch won, met Schopman in de gelederen, vijfmaal de landstitel en vijfmaal de Europa Cup I. HC Rotterdam won, met Schopman opgesteld, eenmaal de Europa Cup II. In 2004, 2005 en 2006 werd Schopman door Féderation Internationale de Hockey (FIH) genomineerd voor de titel Hockeyster van de Wereld.

## Coach
In de zomer van 2010 werd Schopman coach van de dames van de Bilthovense club SCHC. In het seizoen 2013/14 werden zij kampioen van de reguliere competitie, maar verloren in de play-off finale van Den Bosch. Bij een stand van 2-3 werd een doelpunt van SCHC volgens Schopman onterecht afgekeurd. Hierna maakte Den Bosch nog een treffer. Het was de eerste keer dat de club, als koploper van de reguliere competie de play-offs bereikte en zich plaatste voor Europees hockey.
Voor het Wereldkampioenschap hockey vrouwen 2014 in Den Haag, werd ze assistent van bondscoach Craig Parnham van het Amerikaanse vrouwenteam. Op het WK werden ze verrassend vierde. De halve finale tegen Australië werd pas na shoot-outs verloren en in de strijd om het brons werden zij nipt verslagen door titelverdediger Argentinië. In de groepsfase hadden ze nog gelijk gespeeld. Team USA werd vijfde op de Olympische Spelen van Rio de Janeiro in 2016. Na het afscheid van Parnham in oktober 2016, werd Schopman bondscoach. Op het Pan-Amerikaans kampioenschap in 2017 werd de ploeg derde. Eind 2019 werd ze wegens tegenvallende resultaten ontslagen. De ploeg had in de Olympische kwalificatie play-offs met 0-4 en 4-1 verloren van India, waardoor Team USA niet naar de Spelen mocht.
Schopman werd hierna assistent van bondscoach Sjoerd Marijne van uitgerekend India. Tijdens de Olympische Spelen van Tokio in 2021 werd de ploeg verrassend vierde. Ze versloeg in de kwartfinale favoriet Australië, maar werd daarna door Argentinië en Groot-Brittanië buiten de medailles gehouden. De vierde plaats werd groots gevierd. Marijne nam daarop afscheid en Schopman werd bondscoach. In 2022 debuteerden de Indiase vrouwen in de Hockey Pro League. Ze werden meteen derde, door te winnen van toplanden zoals Nederland, Duitsland, Spanje en winnaar Argentinië. De ploeg werd ook derde tijdens de Gemenebestspelen 2022 en de Aziatische Spelen 2022, maar wist zich niet te plaatsen voor de Olympische Spelen van Parijs. In februari 2024 nam Schopman ontslag vanwege een slecht werkklimaat. Ze voelde zich eenzaam en niet gerespecteerd en gewaardeerd. Elena Norman, toen dertien jaar CEO van Hockey India en verantwoordelijk voor professionalisering van de organisatie die leidde tot successen, stapte ook op, vanwege het verstikkende werkklimaat en het onnodig niet uitbetalen van salaris.
In oktober 2024 werd Schopman assistent van bondscoach Valentin Altenburg van Duitsland. Drie weken later stapte Altenburg op en werd Schopman zijn opvolger. Haar eerste grote toernooi was het Europees kampioenschap in "eigen land", in Mönchengladbach.
Voordat Schopman bondscoach werd, had ze al een contract als hoofdcoach van de Odisha Warriors, een van de vier ploegen in de eerste vrouweneditie van de Hockey India League in 2024/25. De ploeg uit Rourkela, met onder andere Yibbi Jansen, Freeke Moes en Michelle Fillet, werd kampioen.

## Studie en werk
Naast haar hockeycarrière studeerde Schopman civiele techniek aan de Technische Universiteit Delft. Na het afstuderen richtte ze zich in aanloop naar de Olympische Spelen van 2004 in Athene volledig op het hockey. Daarna ging ze in deeltijd werken als projectmanager bij Heijmans. Dat bleef ze doen toen ze coach werd bij SCHC, omdat het coachen van een club geen voltijdse activiteit was. Na verloop van tijd werd het combineren te lastig. Heijmans wilde graag dat ze meer projecten op zich nam, SCHC wilde haar graag behouden. Het werk voor nationale ploegen gaf wel de mogelijkheid om volledig met het hockey bezig te zijn. In bijvoorbeeld Amerika combineerde ze de analytische en tactische assistentie van de senioren, met het werk als hoofdcoach van de vrouwen onder 21 en het opzetten van een Junior High Performance Program voor de jeugd.

## Onderscheidingen
- In 2014 werd Schopman benoemd tot lid van verdienste van de Koninklijke Nederlandse Hockey Bond;[25]
- In 2022 werd ze uitverkozen tot Coach van het Jaar door de internationale hockeybond.[18]

## Erelijst
- Champions Trophy 2001 te Amstelveen (Ned)
- WK hockey 2002 te Perth (Aus)
- Champions Trophy 2002 te Macau
- EK hockey 2003 te Barcelona (Spa)
- Champions Trophy 2003 te Sydney (Aus)
- Champions Trophy 2004 te Rosario (Arg)
- Olympische Spelen 2004 van Athene (Gri)
- EK hockey 2005 te Dublin (Ier)
- Champions Trophy 2005 te Canberra (Aus)
- WK hockey 2006 te Madrid (Spa)
- Champions Trophy 2006 te Amstelveen (Ned)
- Champions Trophy 2007 te Quilmes (Arg)
- EK hockey 2007 te Manchester (GBr)
- Olympische Zomerspelen 2008 te Peking (Chn)
- Champions Trophy 2009 te Sydney (Aus)
- EK hockey 2009 te Amstelveen (Ned)
- Champions Trophy 2010 te Nottingham (GBr)
- WK hockey 2010 te Rosario (Arg)

Minke Booij · 
Ageeth Boomgaardt · 
Chantal de Bruijn · 
Mijntje Donners · 
Miek van Geenhuizen · 
Sylvia Karres · 
Lieve van Kessel · 
Fatima Moreira de Melo · 
Eefke Mulder · 
Lisanne de Roever · 
Maartje Scheepstra · 
Janneke Schopman · 
Clarinda Sinnige · 
Minke Smabers · 
Jiske Snoeks · 
Macha van der Vaart ·
Coach: Marc Lammers
Marilyn Agliotti · 
Naomi van As · 
Minke Booij · 
Wieke Dijkstra · 
Miek van Geenhuizen · 
Maartje Goderie · 
Eva de Goede · 
Ellen Hoog · 
Fatima Moreira de Melo · 
Eefke Mulder · 
Maartje Paumen · 
Sophie Polkamp · 
Lisanne de Roever · 
Janneke Schopman · 
Minke Smabers · 
Lidewij Welten ·
Coach: Marc Lammers